# Orneta
Orneta (niem. Wormditt, prus. Wurmedītin) – miasto w woj. warmińsko-mazurskim, w powiecie lidzbarskim, siedziba gminy miejsko-wiejskiej Orneta, położone na Równinie Orneckiej. W latach 1975–1998 miasto administracyjnie należało do województwa elbląskiego.
Według danych GUS z 1 stycznia 2024 r. Orneta liczyła 8007 mieszkańców.

## Położenie
Orneta położona jest w północnej części województwa warmińsko-mazurskiego w powiecie lidzbarskim nad Drwęcą Warmińską i Jeziorem Mieczowym.
Pod względem historycznym Orneta leży na Warmii, na obszarze dawnego pruskiego terytorium plemiennego Pogezanii.

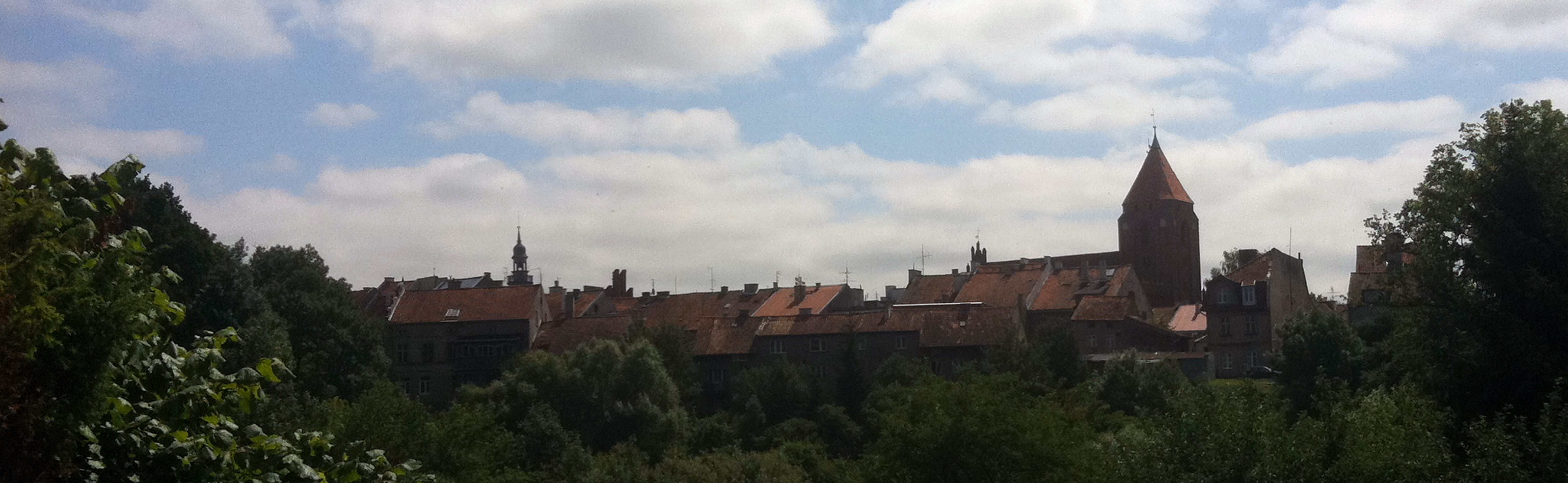
Panorama na stare miasto w Ornecie

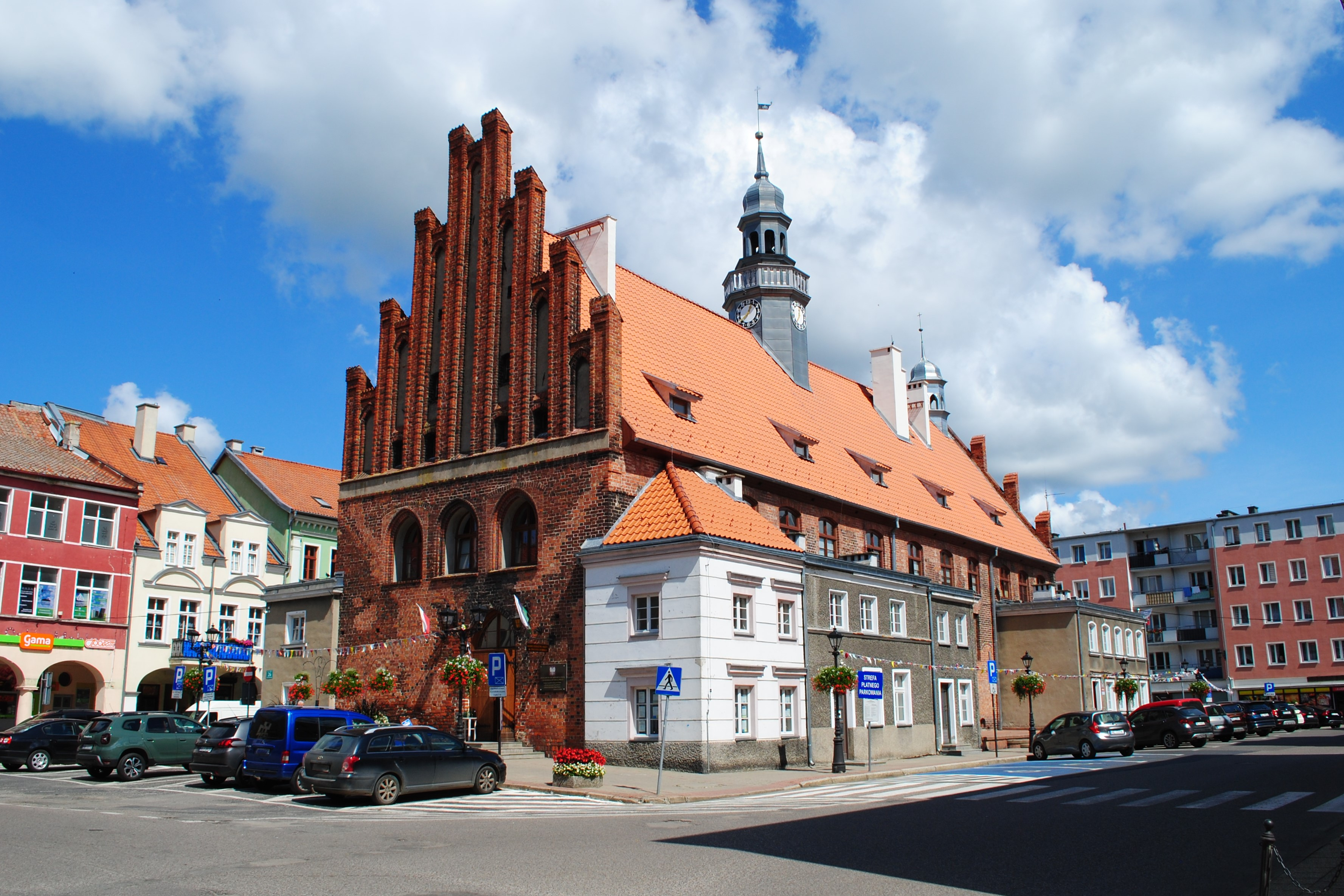
Ratusz z XIV w.

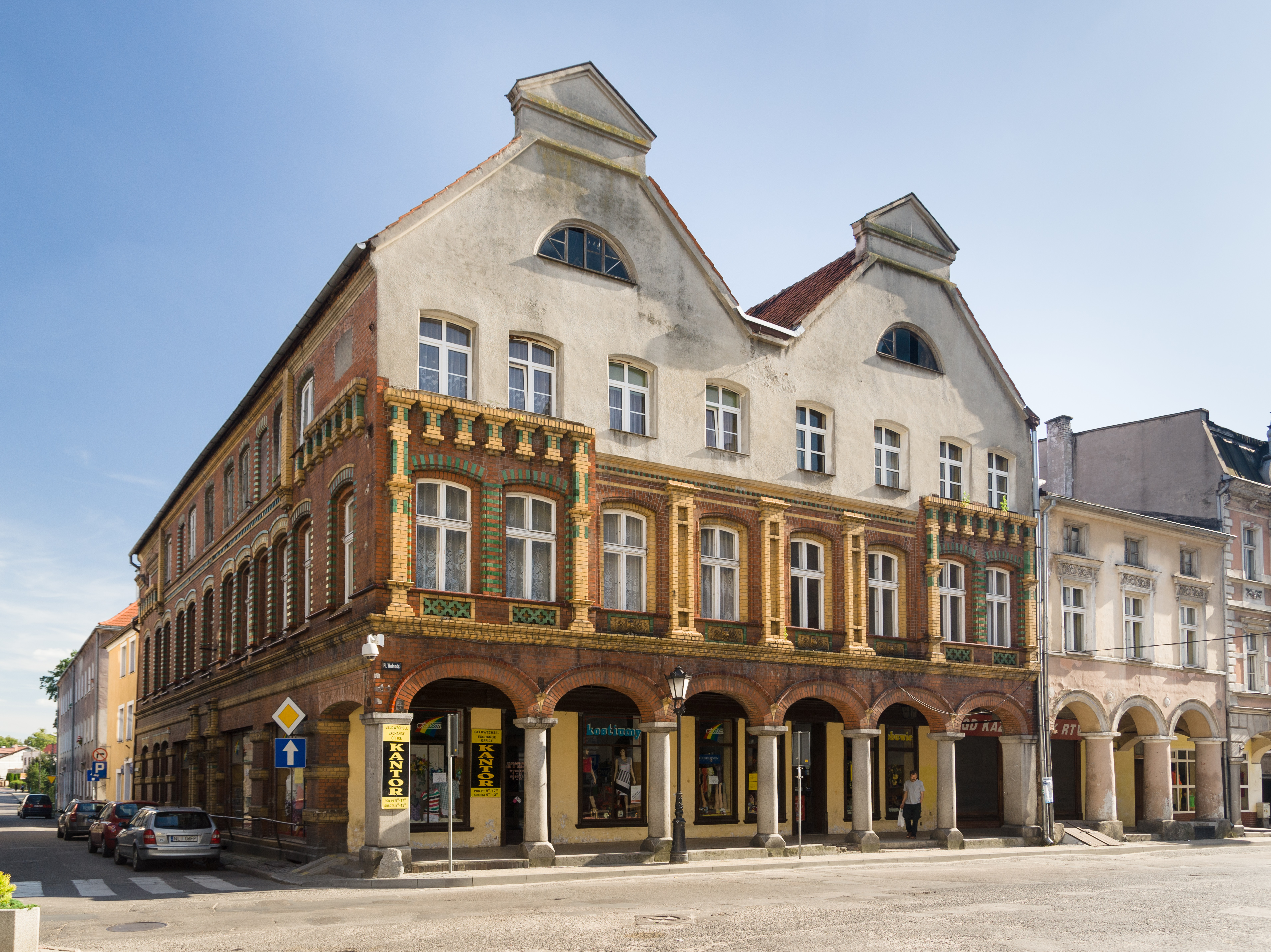
Zabytkowe kamienice przy Placu Wolności

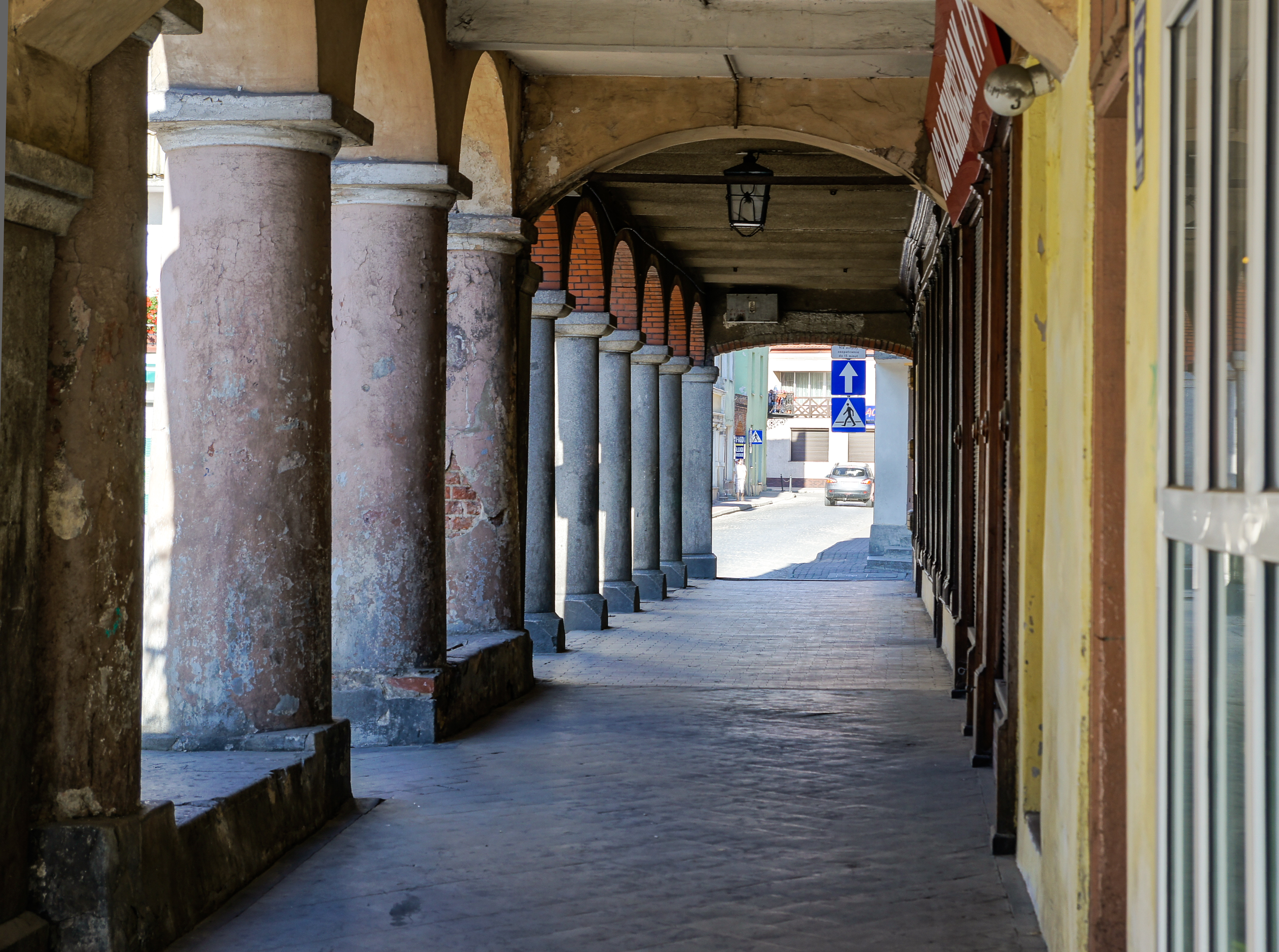
Podcienia kamienic z XVIII i XIX w. przy Placu Wolności

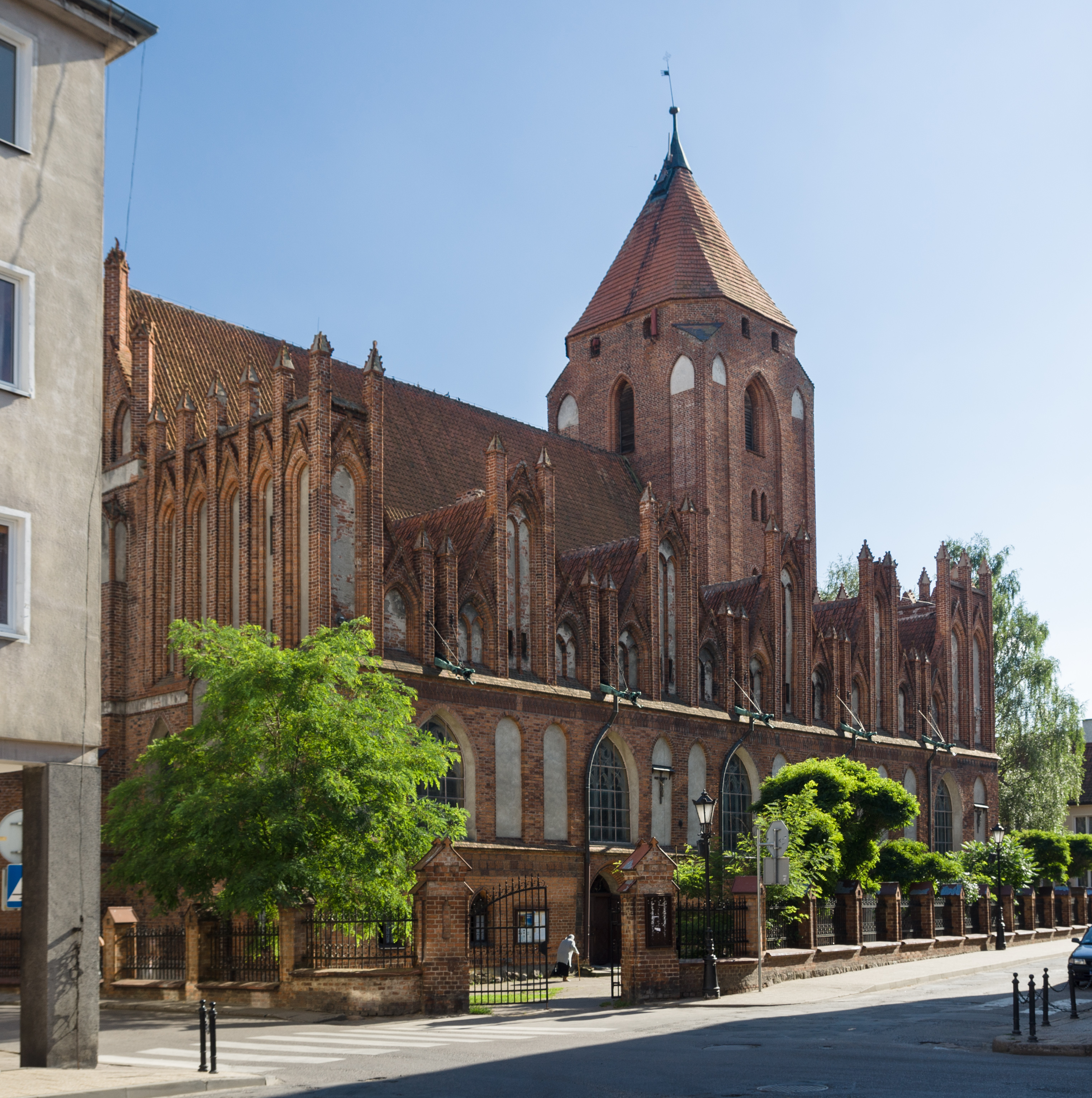
Kościół św. Jana Chrzciciela z XIV w.

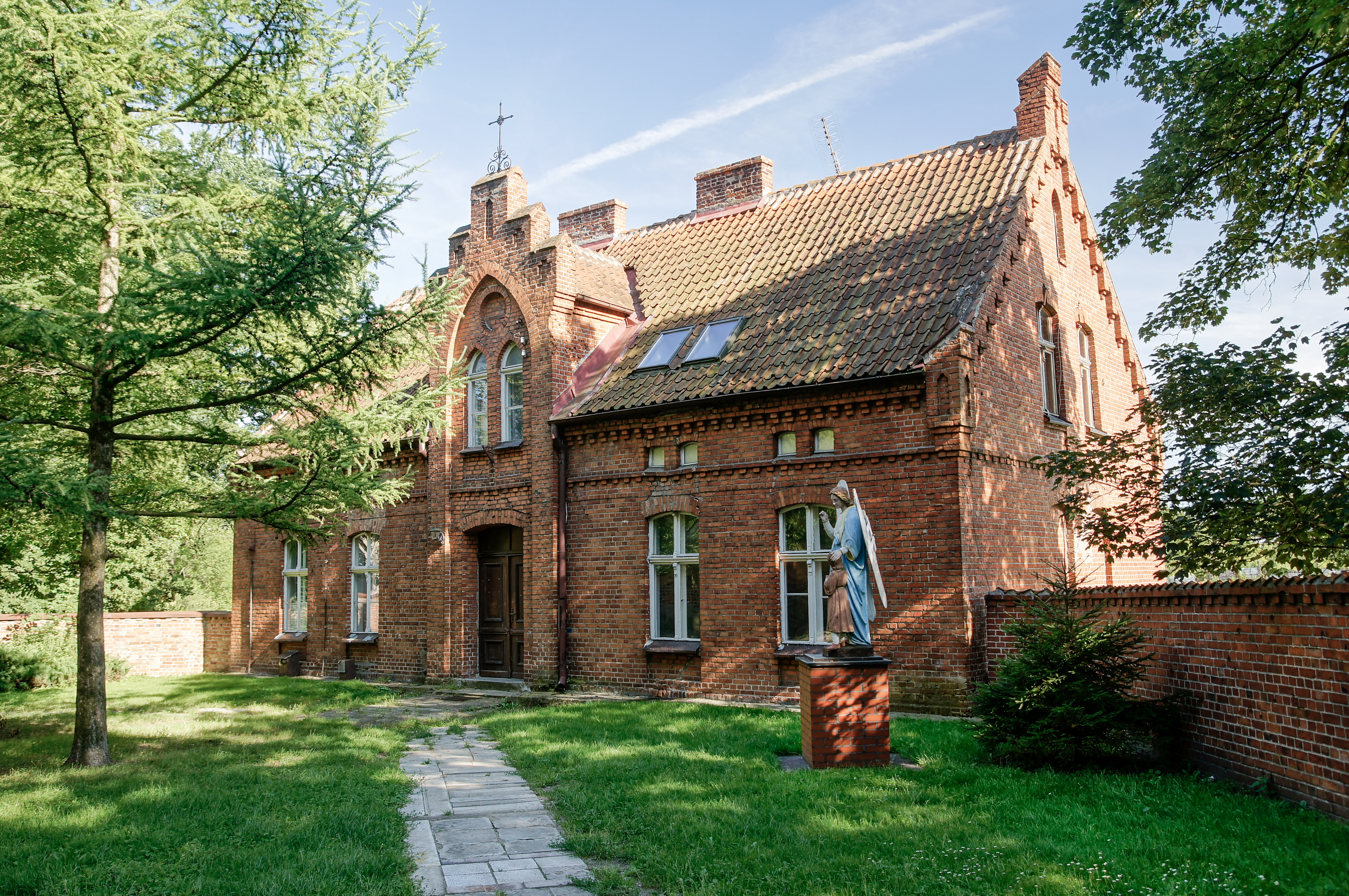
Zabytkowa plebania przy kościele św. Jana Chrzciciela

## Historia
- 12 sierpnia 1308 – na ten dzień datowana jest pierwsza wzmianka o osadzie Orneta. Była ona lokowana na staropruskim polu osadniczym Wurmedyten lub Wormedythin, które zostało w 1251 zdobyte przez Krzyżaków i przekazane biskupom warmińskim.
- 1311 – Litwini bezskutecznie próbowali zdobyć osadę[4].
- 26 marca 1313 – początek miasta Orneta – potwierdzenie praw miejskich, pojawiło się w dokumentach miejskich słowo „civitas”.
- 1340 – Orneta na 9 lat (do 1349) stała się siedzibą biskupów warmińskich. W tymże roku powstały mury obronne i rozbudowany został zamek.
- 1350 – rozpoczęto budowę kościoła farnego.
- 14 sierpnia 1359 – zostały odnowione przez biskupa Jana Stryprocka przywileje miejskie Ornety na prawie chełmińskim. Miasto otrzymało ratusz.
- 1406 – wzmianka o szpitalu św. Ducha – średniowiecznym szpitalu orneckim.
- 1414 – wojska polskie i litewskie zniszczyły miasto[4].
- 1440 – miasto przystąpiło do antykrzyżackiego Związku Pruskiego[5].
- 21 stycznia 1454 – zjazd w Ornecie, podczas którego miasta warmińskie stanęły po stronie Związku Pruskiego[6], kilka tygodni później wybuchła wojna trzynastoletnia.
- 6 marca 1454 – po prośbie Związku Pruskiego król Kazimierz IV Jagiellończyk ogłosił włączenie regionu wraz z Ornetą do Korony Polskiej[7]
- 1455 – obronę miasta przed Krzyżakami powierzono najemnikom[6]
- 1459 – miasto wytrzymało oblężenie wojsk krzyżackich.
- 1460 – obrabowanie miasta przez bandę maruderów polskich, czeskich i niemieckich[4].
- 1464 – biskup warmiński Paweł Legendorf ponownie poddał Warmię z Ornetą Koronie Polskiej.
- 1466 – II pokój toruński, kończący wojnę trzynastoletnią, potwierdzona przynależność Warmii z Ornetą do Korony Polskiej.
- 1502 – wielki pożar zdziesiątkował zabudowę[4]. Kolejne w latach 1676, 1781, 1803, 1818, 1828 i 1838.
- 24 listopada 1520 – ciężkie, 8-dniowe oblężenie Ornety, które skończyło się oddaniem miasta Albrechtowi Hohenzollernowi
- 1538 – Mikołaj Kopernik podczas pobytu w Ornecie asystował biskupowi Janowi Dantyszkowi przy odbiorze przysięgi składanej komornictwu biskupiemu.
- 1586 – osadzenie klasztoru katarzynek z inicjatywy biskupa Marcina Kromera.
- 17 lipca 1626 – Orneta została zajęta przez wojska szwedzkie.
- 1655–1660 – w wyniku potopu szwedzkiego miasto zostało całkowicie zrujnowane.
- 1703–1709 – kolejna okupacja szwedzka[4].
- 1703–1788 – Hans Wulff syn organmistrza z Ornety zbudował organy oliwskie.
- 1772 – po I rozbiorze Polski Orneta w zaborze pruskim.
- 1807 i 1812 – wojska napoleońskie zniszczyły miasto.
- 1829–1830 – budowa kościoła ewangelickiego.
- 1867 – pierwsze gimnazjum w Ornecie.
- 1872–1875 – powstał nowoczesny szpital miejski im. św. Elżbiety.
- 1884 – Orneta otrzymała połączenie kolejowe z Olsztynem – budowa dworca kolejowego.
- 1885 – otwarto linię kolejową, łączącą z Pieniężnem i Królewcem
- 1894 – kolejne połączenie kolejowe z Morągiem.
- 1901 – elektryfikacja Ornety.
- 1902 – utworzenie gimnazjum żeńskiego.
- 1905 – połączenie kolejowe Ornety z Lidzbarkiem Warmińskim.
- 1911 – Orneta została skanalizowana i poprowadzono wodociągi.
- 20 listopada 1925 – nowy budynek gimnazjów żeńskiego i męskiego.
- 17 marca 1945 – zajęcie Ornety przez wojska II i III frontu białoruskiego.
- 23 lipca 1945 – przekazanie Ornety administracji polskiej.
- 7 maja 1946 – administracyjnie zatwierdzono obecną nazwę miasta[8].
- 1945–1998 okres rozwoju, rozbudowy miasta – nowe zakłady przemysłowe, budynki mieszkalne i użyteczności publicznej.
- 1954-1972 – miasto było siedzibą gromady Orneta
- 1975 – w wyniku przeprowadzonej reformy administracyjnej Orneta weszła w skład województwa elbląskiego.
- 1999 – Orneta w nowo powstałym województwie warmińsko-mazurskim w powiecie lidzbarskim.

## Architektura
Do zabytków miasta należą:
- Ratusz – wybudowany w stylu gotyckim znajduje się w centralnej części rynku orneckiego. Powstał on w 1351 na miejscu dawnego domu kupieckiego. Pierwsza wzmianka o nim datowana jest na 1359. Obecny kształt bryły ratusza został nadany najprawdopodobniej w latach 1376–1389. Jest to budynek murowany z liczną zendrówką. W XV wieku ratusz został obudowany murowanymi budami, które wzmiankowane były w 1423. W 1614 owe budy uzyskały status domków budniczych. Ratusz ornecki zbudowany jest na planie prostokąta, z dosyć znacznie rozczłonkowanym szczytem. Dach wieńczy ośmioboczna wieżyczka barokowa z galeryjką, która odnawiana była trzykrotnie w 1586, 1622 i 1832. W hełmie wieży umieszczony jest najstarszy na Warmii dzwon pochodzący z 1384.
- Kościół parafialny św. Jana Chrzciciela – gotycki kościół parafialny  zbudowany w latach przed 1350 – po 1370 z inicjatywy biskupa Hermana z Pragi. Jest ceglaną czteroprzęsłową bazyliką z niewyodrębnioną częścią prezbiterialną i z wieżą od zachodu. W XV w. dobudowano kaplice boczne, które z czasem otrzymały ozdobne szczyty, nadające budowli niezwykle malowniczy wygląd, podkreślony ceramicznym detalem architektonicznym. Kościół znacznie ucierpiał w historii, głównie za sprawą wojen i pożarów, lecz mimo to należy do najbardziej interesujących na Warmii. Został zniszczony w czasie wojen krzyżackich w latach 1519–1525. Kościół przebudowano i rozbudowano, otrzymał m.in. nowe szczyty i sklepienia. Około 1900 przeprowadzono gruntowny remont kościoła nie zmieniając jednak jego konstrukcji i architektury. We wnętrzu budynku na uwagę zasługują liczne zabytki: ołtarz główny z 1744, żyrandol z 1576, barokowe ołtarze boczne (św. Elżbiety Węgierskiej, św. Katarzyny Aleksandryjskiej, Serca Pana Jezusa), ambona z 1744. Liczne są ołtarze umieszczone przy filarach: ołtarz NMP Różańcowej z 1761 roku, ołtarz św. Józefa. Wewnątrz znajduje się również gotycki krzyż z XV wieku oraz mosiężny lawaterz. Znajdują się też gotyckie malowidła ścienne (m.in. Koronacja Marii z końca XIV w.), a ponadto liczne malowidła z XV w.
- Cerkiew prawosławna św. Mikołaja (parafialna). Pierwotnie kościół ewangelicki wybudowany w latach 1829–1830, zapewne według projektu Karla Friedricha Schinkla, wieża 1905–1906. Po 1945 został przekazany Kościołowi prawosławnemu. Zaadaptowano wtedy wnętrze do potrzeb liturgii prawosławnej, przebudowano ołtarz, ustawiono ikonostas. Pierwotny ołtarz barokowy połączony jest z kazalnicą (zakupiony z jednego z kościołów katolickich).
- Cerkiew bł. Emiliana Kowcza, dawny budynek magazynowy z pocz. XX w.
- Kaplica Jerozolimska – pochodzi z 1829. Wewnątrz barokowe wyposażenie m.in. ołtarz. Na ścianach zabytkowe obrazy z XVII w., przedstawiają one ukrzyżowanie i zdjęcie krzyża. Znajdują się też tutaj obrazy ukazujące życie św. Marii Magdaleny oraz zabytkowe drewniane świeczniki z początku XIX wieku.

- Układ urbanistyczny miasta z rynkiem i ratuszem pośrodku, znajdują się też tutaj liczne kamieniczki zabytkowe które otaczają rynek oraz stoją przy okolicznych ulicach.
- Kamienice na starym mieście, głównie wokół rynku, pochodzące z XVII–XIX w.
- Klasztor katarzynek z drugiej połowy XVI w.
- Pozostałości zamku biskupiego (piwnice) z XIV i XVI w.
- Pozostałości murów obronnych z XIV w.
- Spichlerz z drugiej połowy XVIII w.
- Gmach szkoły zawodowej z 1905.
- Wille z pocz. XX w.
- Synagoga.

## Kultura

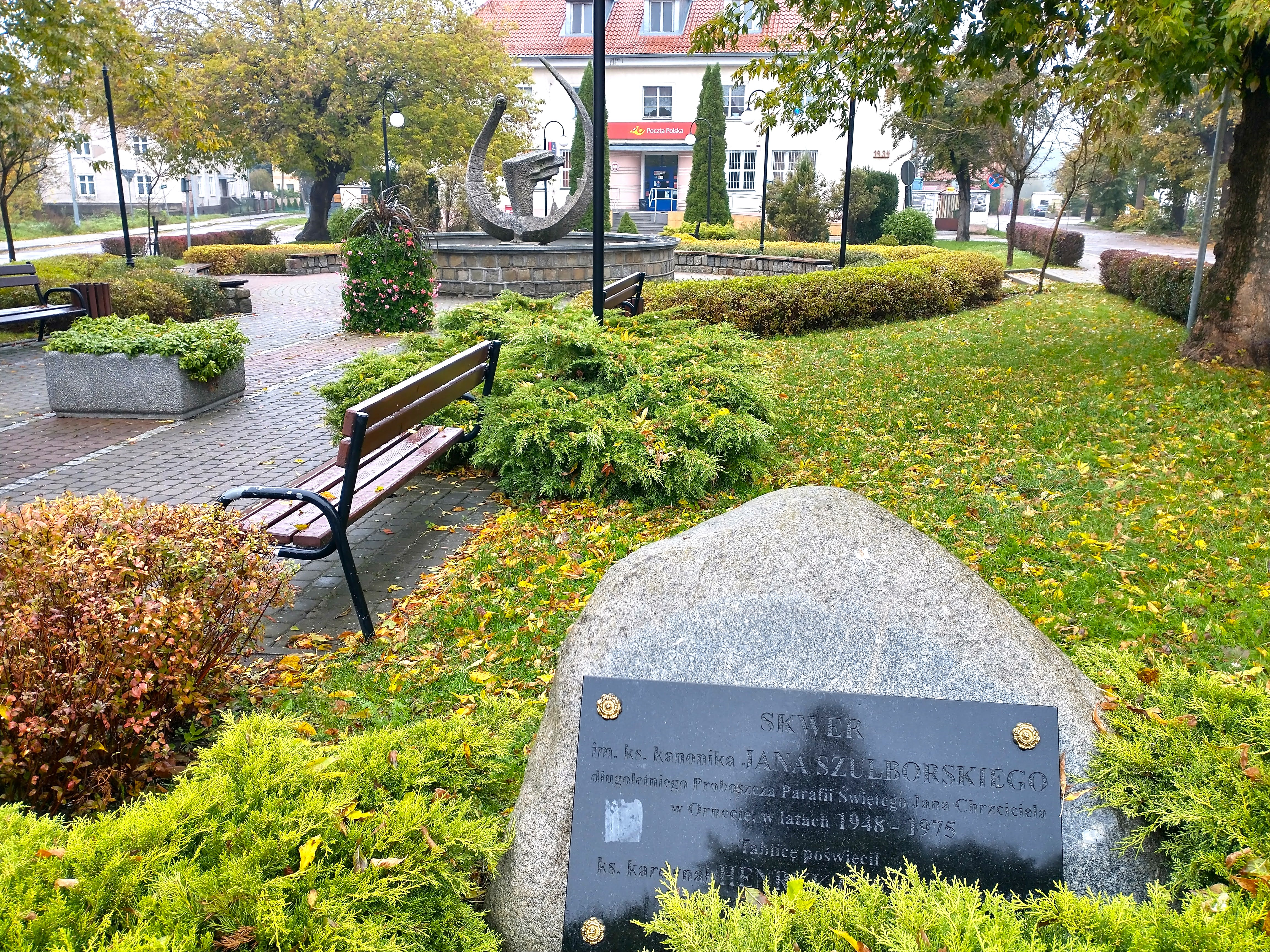
Skwer księdza Jana Szulborskiego w Ornecie przy ul. 1 Maja

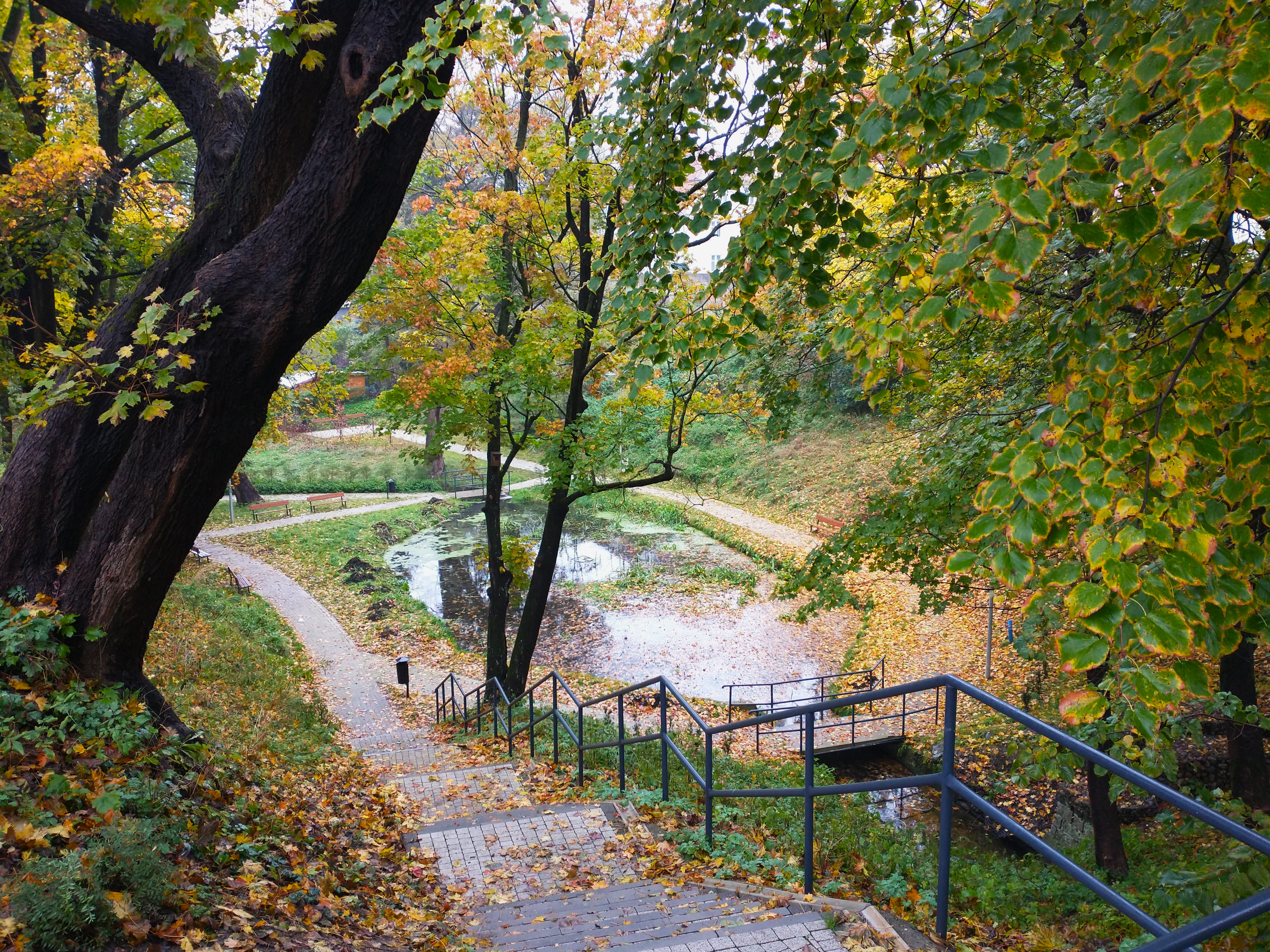
Park miejski

Życiem kulturalnym Ornety opiekuje się Miejski Dom Kultury, który jest organizatorem wielu imprez rozrywkowych, kulturalnych, oświatowych i lokalnych w mieście. Organizowane są zajęcia kulturalne dla młodzieży, dzieci, dorosłych i osób starszych. Mieszkańcy mają możliwość uczestniczyć w kołach zainteresowań, zrzeszać w klubach i stowarzyszeniach. W Miejskim Domu Kultury działa Klub Seniora „Znicz Ornecianie”, orkiestra dęta, Zespół Wokalny „Landrynki”, Szkoła Tańca, Zespół Tańca Nowoczesnego „Taiga”, ognisko muzyczne, koło plastyczne. MDK w Ornecie gościł wielu znanych aktorów i piosenkarzy, m.in. Hankę Bielicką, Roberta Janowskiego, Andrzeja Rosiewicza, Krzysztofa Krawczyka. Do stałych imprez organizowanych przez Miejski Dom Kultury zaliczyć można:
- Dni Ornety
- Dożynki Gminne
- Festiwal Piosenki Przedszkolnej
- Przegląd Zespołów Teatralnych o Laur Złotej Rybki
- Noc Duchów
- Festyn Majowy[potrzebny przypis]

W latach 2004–2006, z inicjatywy burmistrza Koguta oraz prof. Leszka Szarzyńskiego, odbyło się kilkanaście spotkań z cyklu „Z uniwersytetem na ty” oraz koncert Teresy Żylis-Gary.
W mieście działa również Biblioteka Publiczna Miasta i Gminy.

## Sport

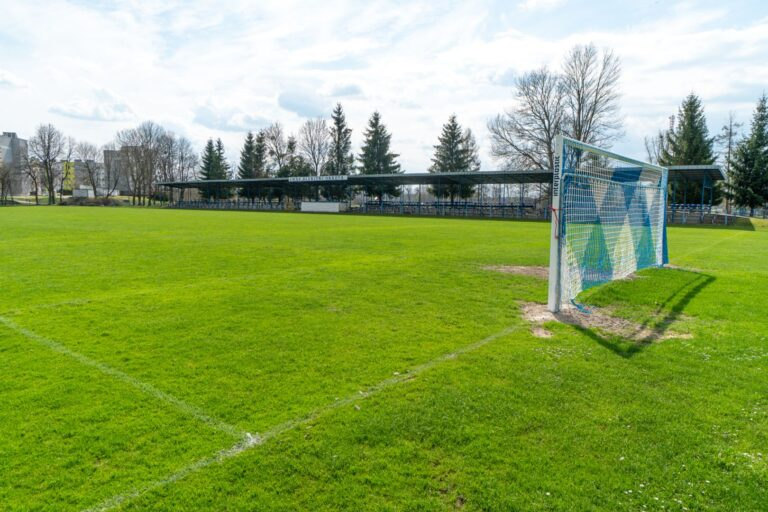
Stadion OSiR w Ornecie

W mieście zlokalizowana jest hala sportowo-widowiskowa oraz kompleks boisk trawiastych z bieżnią lekkoatletyczną. Cała infrastruktura należy do Ośrodka Sportu i Rekreacji w Ornecie.
Kluby i sekcje sportowe:
- Ludowy Uczniowski Klub Sportowy „Orneta”, szkoli on młodzież w tenisie stołowym oraz lekkoatletyce. Klub rozgrywa zawody w III Lidze mężczyzn w tenisie stołowym
- Szkolny Ludowy Klub Sportowy „Tramp”, prowadzi drużynę badmintona
- Miejski Klub Sportowy Błękitni Orneta - piłka nożna
- Klub Sportowy „Zeteso”, zajęcia z piłki ręcznej
- Sekcja Brydża Sportowego, bierze udział w rozgrywkach wojewódzkich i powiatowych
- Integracyjny Klub Sportowy „Smok”, prowadzi zajęcia sportowe dla osób niepełnosprawnych
- grupa „DGT” Orneta – breakdance

## Transport

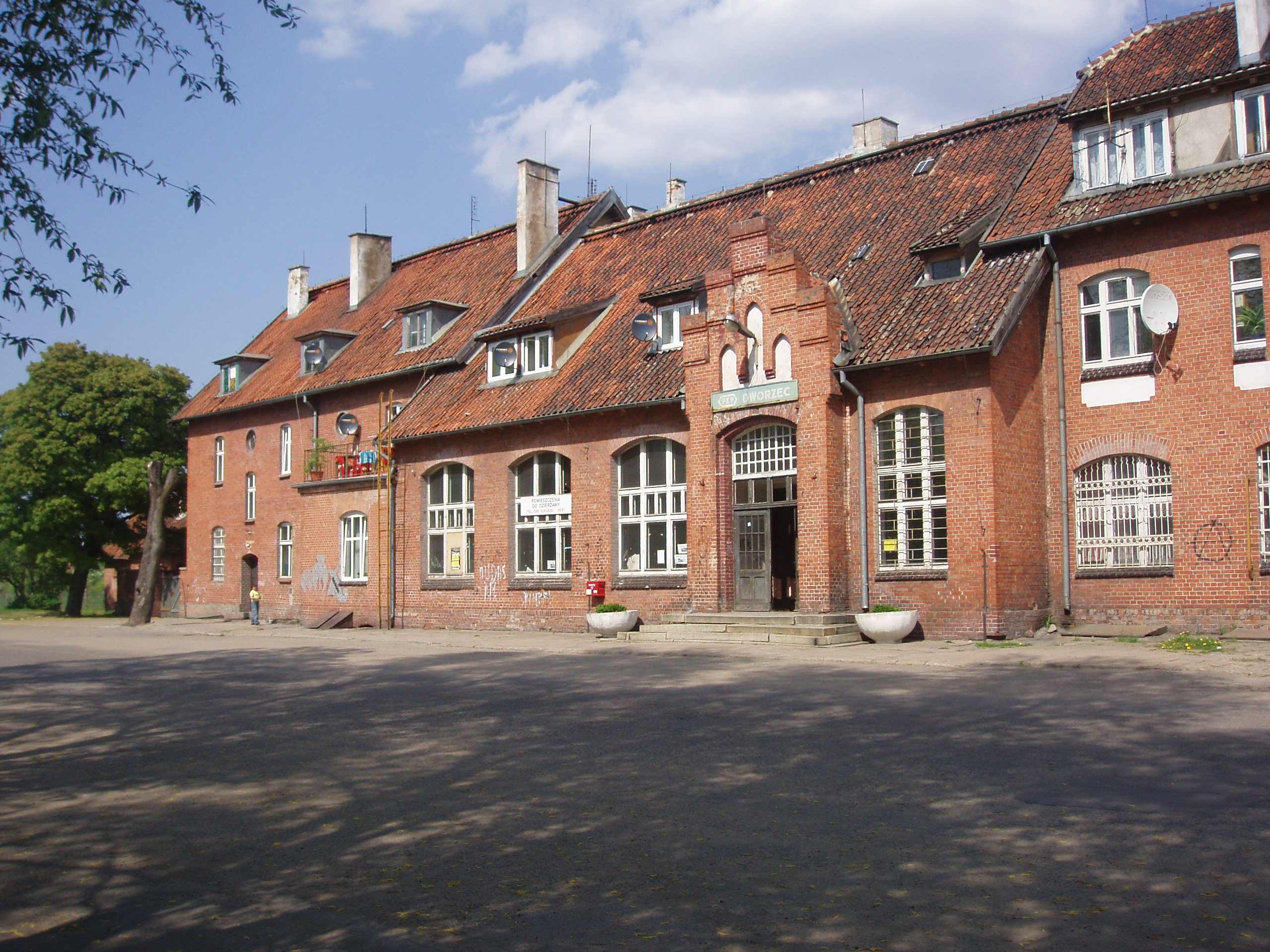
Dworzec kolejowy

Orneta leży na skrzyżowaniu tras wojewódzkich:
- 507 (Dobre Miasto – Braniewo)
- 513 (Pasłęk – Lidzbark Warmiński)
- 528 (Morąg – Orneta)

Do miasta można dojechać autobusami PKS oraz koleją. Znajduje się tu stacja kolejowa Orneta. Odległości od innych ośrodków województwa i kraju:
- Lidzbark Warmiński – 35 km
- Olsztyn – 48 km
- Bezledy (przejście graniczne) – 53 km
- Elbląg – 56 km
- Ostróda – 58 km
- Gdańsk – 125 km

## Edukacja

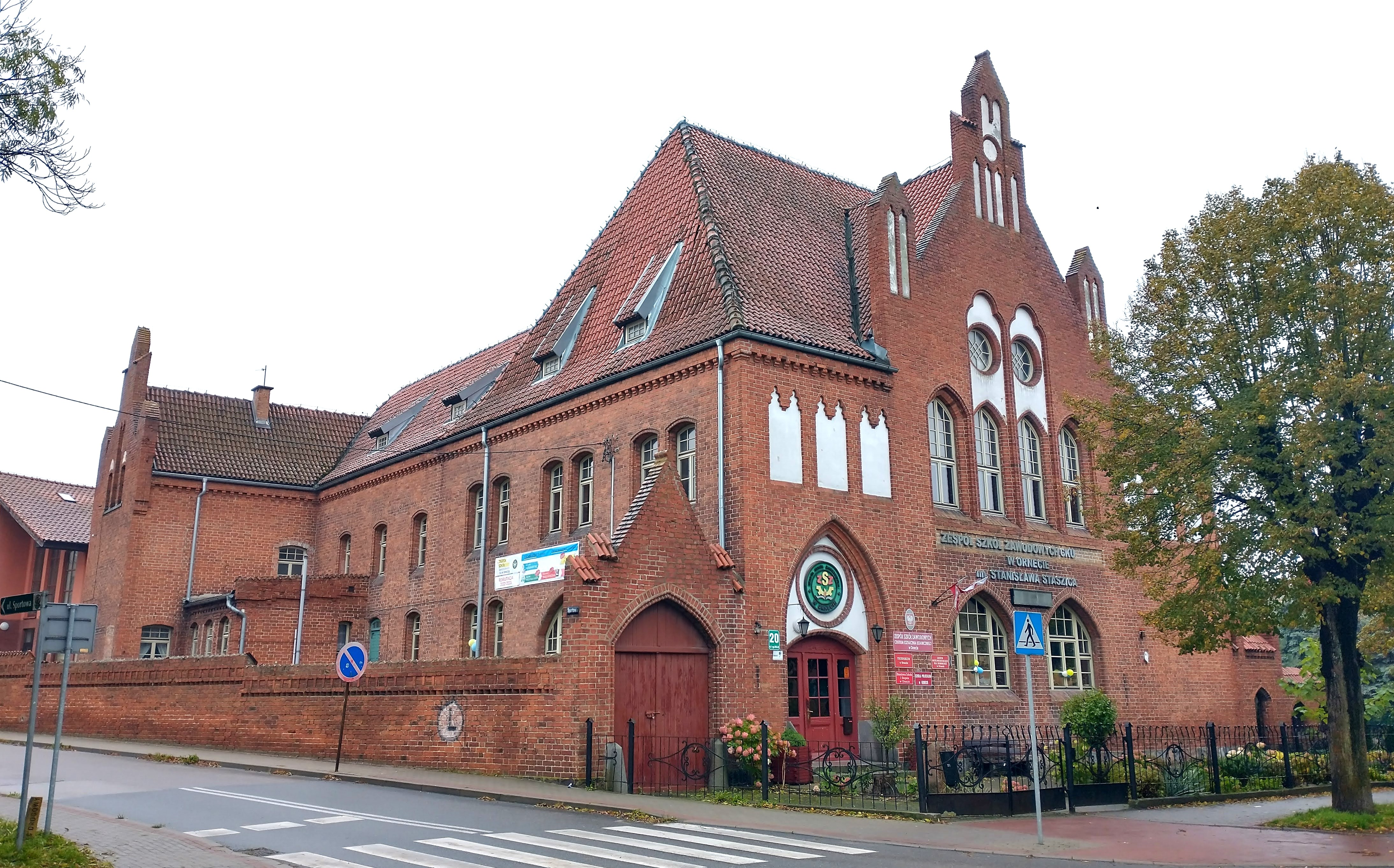
Zespół Szkół Zawodowych w Ornecie

W Ornecie można uzyskać wykształcenie na poziomie podstawowym oraz średnim. W mieście istnieją dwa przedszkola, dwie szkoły podstawowe (przy ul. Zamkowej znajduje się szkoła podstawowa nr 1 oraz przy ul. Kopernika Szkoła Podstawowa nr 4), a także dwa zespoły szkół ponadpodstawowych (Zespół Szkół Zawodowych przy skrzyżowaniu ulic 1 Maja, Wodnej oraz Sportowej, Zespół Szkół Ogólnokształcących przy ul. 1 Maja).

## Demografia

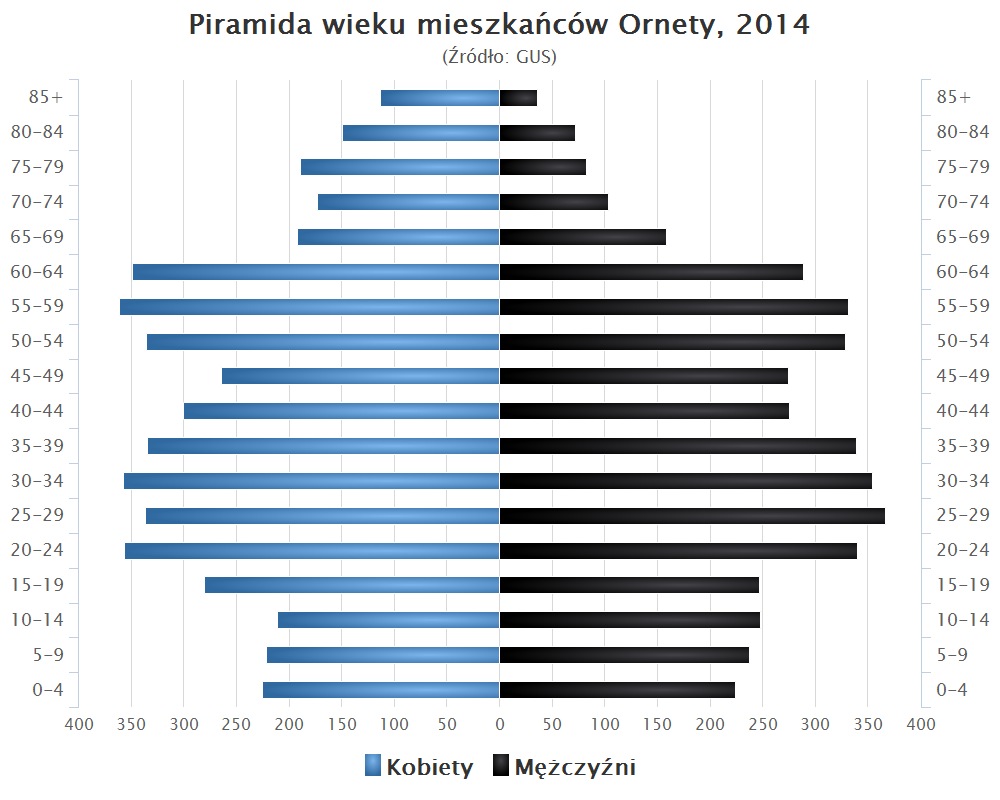
Piramida wieku mieszkańców Ornety w 2014 roku

## Gospodarka
Orneta jest niewielkim ośrodkiem przemysłowym, ośrodkiem handlowym i usługowym dla okolicznych miejscowości. Największym przedsiębiorstwem w mieście jest spółka z udziałem kapitału francuskiego – Etanco produkująca zamocowania budowlane. Do innych spółek ważnych dla miasta zaliczyć można spółkę Orneta Energia zajmującą się dostarczaniem ciepła i energii dla miasta oraz wykonującą usługi dla przedsiębiorstw i ludności, która prowadzi też sprzedaż węgla. W mieście istnieje Przedsiębiorstwo Wodociągów i Kanalizacji, które prowadzi oczyszczalnię miejską i stację uzdatniania wody. Istnieje też Zakład Gospodarki Komunalnej i Mieszkaniowej, Przedsiębiorstwo Usług Komunalnych, tartak, przedsiębiorstwa budowlane (Budokar), produkcyjne (zakład wózków widłowych „Szumi”), rolnicze (PZZ Orneta, Gospodarstwo Agroturystyczne, PHHU Karbo-Hurt).

## Baza noclegowa
W Ornecie jest kilka hoteli i pensjonatów. Przenocować w Ornecie można w „Hotelu Pruskim” i Czterech Porach Roku, a także w pensjonatach: „Krzykały”, „Pod Kasztanami”, „Pod Lipami”, „Ciesiul” oraz w „Noclegowni Olimp”.

## Wspólnoty wyznaniowe
Na terenie Ornety działalność religijną prowadzą następujące Kościoły i związki wyznaniowe:
- Kościół greckokatolicki:
  - parafia bł. Emiliana Kowcza
- Kościół rzymskokatolicki:
  - parafia św. Jana Chrzciciela
- Polski Autokefaliczny Kościół Prawosławny:
  - Parafia św. Mikołaja
- Świadkowie Jehowy:
  - zbór Orneta (Sala Królestwa ul. Olsztyńska 20)[10][11]

## Współpraca międzynarodowa
Miasta i gminy partnerskie:
- Landwarów
- Bleicherode
- Herzlake